# Destruction de Varsovie

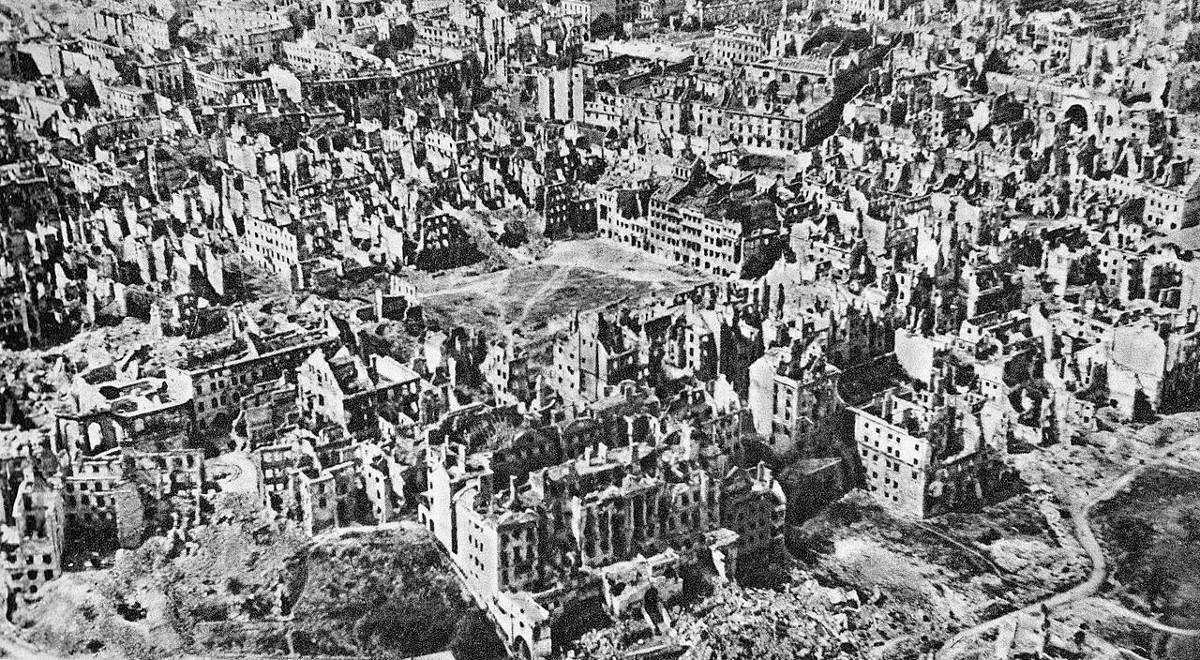
Varsovie en 1945 : au centre-gauche, les ruines de la Vieille ville.

La destruction de Varsovie est l'anéantissement de la capitale polonaise par le Troisième Reich après l'Insurrection de Varsovie en 1944. Cette dernière exaspère les dirigeants allemands qui décident de faire de cette ville un exemple. La cité était déjà choisie depuis longtemps pour une reconstruction majeure dans le cadre du projet de germanisation de l'Europe centrale.
Même avant l'insurrection, les Allemands envisageaient que, quelques mois plus tard, Varsovie tomberait aux mains des Alliés. Malgré cela, ils consacrent un effort sans précédent à la dévastation de la ville. Leur décision bloque des ressources considérables qui auraient pu être utilisées sur le front de l'Est et sur celui de l'Ouest récemment ouvert à la suite du débarquement de Normandie.
Les Allemands détruisent 80 à 90 % des bâtiments de Varsovie et, délibérément, démolissent, incendient ou volent une grande partie de son patrimoine culturel.